# Spoorlijn 17
Spoorlijn 17 is de Belgische spoorlijn die Diest verbond met Beringen-Mijn. De sectie Tessenderlo - Beringen-Mijn werd opgebroken rond 1988. Voor passagiers werd de spoorlijn afgeschaft in 1957. Het gedeelte Diest - Tessenderlo wordt nog steeds gebruikt voor goederenvervoer.

## Geschiedenis

#### Vroegere Geschiedenis
Op 27 mei 1878 opende de lijn Diest-Leopoldsburg als onderdeel van de verbinding Tienen-Mol. Op die verbinding reden er 5 (later 6) treinen in elke richting. Later werd deze verbinding ingekort naar enkel Diest-Mol. Het deel op spoorlijn 17 had de haltes Diest - Deurne-bij-Diest - Tessenderloo - Oostham - Heppen - Leopoldsburg. In 1891 werd stopplaats Schaffen tussen Diest en Deurne geopend en in 1901 Quaedmechelen tussen Tessenderlo en Oostham.
Doorheen de jaren zijn er ook heel wat namen veranderd. Op 6 april 1910 werd de naam van stopplaats Deurne-bij-Diest veranderd naar Deurne (Diest), op 14 mei 1950 werd de naam Tessenderloo veranderd naar Tessenderlo en op 1 februari 1938 werd de naam Quaedmechelen veranderd naar Kwaadmechelen. De halte in Kwaadmechelen is ook even opgeheven geweest tussen 1919 en 1922 om in 1923 officieel afgeschaft te worden als stopplaats. In 1931 is het weer heropend en heeft gediend tot aan het einde van de passagierslijn. In de Tweede Wereldoorlog is de spoorbrug die het Albertkanaal overbrugt te Kwaadmechelen opgeblazen. Deze maakte treinverkeer tussen Tessenderlo en Mol onmogelijk voor een lange tijd. Op 4-5-1947 is de brug weer hersteld.
Vanaf 17-10-1954 werden de meeste treinen op lijn 17 vervangen door autorails. Dit kon al een voorteken zijn, en inderdaad: op 29-9-1957 werd de lijn gesloten voor reizigersdienst. Lijn 17 werd vervangen door bussen met hetzelfde nummer kort na de sluiting van de reizigersdienst.
Het stuk van lijn 17 tussen Tessenderlo en Leopoldsburg werd opgebroken in 1988. Het deel Diest - Tessenderlo wordt nog steeds gebruikt voor goederenvervoer.

#### Recente Geschiedenis
In november 2013 werd het resterende deel van lijn 17 gedegradeerd tot industrielijn met pendelverkeer (sluiting blok 4 van Tessenderlo; buiten dienst stellen van de lichtseinen aldaar; slechts één trein tegelijk toegelaten op de lijn). Sindsdien is ook spoorlijn 218 zelden gebruikt hoewel er in 2009 nieuwe betonnen dwarsliggers werden gelegd.
In oktober 2014 werd op vraag van burgemeesters gekeken naar een potentiële heropening van de hele lijn 17 voor reizigers.
Rond 2018 begon men nieuwe betonnen dwarsliggers te leggen tussen Diest en Tessenderlo.
In 2022 is men begonnen met het aanleggen van een nieuwe gracht tussen Diest en Tessenderlo.

## Aansluitingen
In de volgende plaatsen is of was er een aansluiting op de volgende spoorlijnen:
Diest
Spoorlijn 22 tussen Tienen en Diest
Spoorlijn 35 tussen Leuven en Hasselt
Tessenderlo
Spoorlijn 218 tussen Tessenderlo en Paal
Beringen-Mijn
Spoorlijn 15 tussen Y Drabstraat en Y Zonhoven

## Verbindingsspoor
17/1: Heppen (lijn 17) - Y Heppen (lijn 15)